# Anse du Lion
Die Anse du Lion (französisch für Löwenbucht) ist eine kleine Bucht im Géologie-Archipel vor der Küste des ostantarktischen Adelielands. Sie liegt zwischen der Île des Pétrels im Süden und der künstlich geschaffenen Landebahn der Île du Lion im Norden.
Die Bucht war ursprünglich eine Meerenge, die französische Wissenschaftler als Chenal du Lion (französisch für Löwenkanal) benannten. Durch den Bau der Landebahn entstand die hier beschriebene Bucht, auf die die ursprüngliche Benennung übertragen wurde.